# Tom Miller (Fußballspieler, 1890)
Thomas „Tom“ Miller (* 30. Juni 1890 in Motherwell; † 3. September 1958 in Girvan) war ein schottischer Fußballspieler. Der Stürmer, der sowohl im Zentrum als auf der Halbposition eingesetzt werden konnte, war vor allem bekannt als Spieler des FC Liverpool zwischen 1912 und 1920. Dazu gehörte er zu den Akteuren, die sich an Karfreitag 1915 anlässlich einer Partie gegen Manchester United an einer illegalen Absprache zum Spielausgang beteiligten.

## Sportlicher Werdegang
Miller begann seine fußballerische Karriere in der schottischen Heimat bei den Larkhall Hearts, dem FC Glenview sowie später bei Larkhall United. Mit dem zuletzt genannten Klub gewann er die Meisterschaft und den Pokal der Grafschaft Lanarkshire, wobei er in einer Partie gegen die Dalziel Rovers sieben Tore geschossen haben soll. Dazu wurde er in die regionale Juniorenauswahl berufen. Im März 1911 schloss er sich dem Erstligisten Hamilton Academical an und er debütierte am 18. März 1911 gegen Heart of Midlothian. Dabei waren auch seine Brüder Adam und William Teil der Mannschaft, wobei der zuletzt genannte ebenfalls seinen Einstand gab. 
Im Februar 1912 lotste ihn Trainer Tom Watson für eine Ablösesumme von 400 Pfund zum englischen Erstligisten FC Liverpool und nach seinem Debüteinsatz beim 1:1 gegen The Wednesday schoss er am 2. März 1912 gegen den FC Middlesbrough (ebenfalls 1:1) sein erstes Tor für die „Reds“. Fortan etablierte er sich zumeist als Halbstürmer in der Mannschaft und in der Saison 1913/14 erzielte er 20 Treffer in 40 Pflichtspielen. Dabei erreichte er mit seinen Mannen das Endspiel im FA Cup, das jedoch mit 0:1 gegen den FC Burnley verloren ging. Zu Millers Stärken zählten Schnelligkeit und ein guter Schuss; dazu galt er als gleichsam passstark und torgefährlich. Dass die positive sportliche Entwicklung einen herben Dämpfer bekam, lag dann aber nicht an dem aufziehenden Ersten Weltkriegs, der nach der Saison 1914/15 eine bis 1919 andauernde Unterbrechung des regulären Ligaspielbetriebs zur Folge hatte. Miller beteiligte sich darüber hinaus an Karfreitag 1915 anlässlich eines Spiels des FC Liverpool gegen Manchester United an einer illegalen Absprache, die einen 2:0-Sieg für das abstiegsbedrohte Team aus Manchester zum Thema hatte. Gemeinsam mit den ebenfalls beteiligten „Mitverschwörern“ Jackie Sheldon, Tom Fairfoul und Bob Pursell auf Liverpooler Seite sowie drei weiteren Akteuren von Manchester United wurde Miller in der Folge lebenslang gesperrt. Nach dem Ende des Kriegs hob der englische Fußballverband die Strafe jedoch für ihn wieder auf, mit Verweis auf seine Verdienste als Soldat während des Krieges. So verbrachte Miller nach Wiederaufnahme des Spielbetriebs ab 1919 noch gut ein Jahr in Liverpool, bevor er im September 1920 (ausgerechnet) für eine Transfersumme in Höhe von 2.000 Pfund zu Manchester United wechselte. Wenige Monate zuvor hatte er am 10. April 1920 sein erstes von drei Länderspielen für Schottland bestritten und zum spektakulären 5:4-Sieg gegen den Erzrivalen aus England zwei Tore beigetragen.
In seiner einzigen Saison 1920/21 für die „Red Devils“ schoss Miller acht Tore in 27 Pflichtspielen. Danach kehrte er im Juli 1921 nach Schottland zurück, wo er fortan in Edinburgh für Heart of Midlothian aktiv war. Der Transfer wurde als Tauschgeschäft mit Arthur Lochhead abgewickelt, wobei die Hearts noch zusätzlich 550 Pfund „drauflegten“. Es folgte ein weiteres Engagement in der Spielzeit 1922/23 für Torquay United in der Southern League, bevor er ein weiteres Mal bei Hamilton Academical anheuerte. Ab Dezember 1926 ließ er beim schottischen Zweitligisten Raith Rovers die aktive Profikarriere ausklingen. Später arbeitete er im Trainerstab von Dunfermline Athletic, bevor er kurzzeitig im Jahr 1930 bis November den englischen Drittligisten AFC Barrow als Cheftrainer betreute. Knapp drei Jahrzehnte später verstarb Miller 68-jährig im September 1958 in der südwest-schottischen Hafenstadt Girvan.